# マルガ・シムル
マルガ・シムル（Marga Schiml, 1945年11月29日 - ）は、ドイツのメゾソプラノ、アルト歌手。
ヴァイデン・イン・デア・オーバープファルツの生まれ。ミュンヘンでハンノ・ブラシュケ、ベルリンでイルムガルト・ハルトマン＝ドレスラーに師事する。1967年にバーゼル国立歌劇場でヨハン・アドルフ・ハッセの『ティグラーネ』の上演に参加してデビューを飾った。その後、ウィーン国立歌劇場やミュンヘン国立歌劇場のほか、グラーツ、バーゼルやチューリッヒの歌劇場などに出演してオペラ歌手としての地歩を固めた。
カールスルーエの音楽大学で教鞭をとるも、2011年に歌手活動から引退した。